# Saison 3 de Love, Victor
Chronologie
Saison 2
Cet article présente le guide des épisodes de la troisième et dernière saison de la série télévisée américaine Love, Victor.

## Généralités
Cette dernière saison de huit épisodes, sera mise en ligne intégralement à l'international le 15 juin 2022 sur le service Hulu et sur le service Disney+, via la chaîne virtuelle Star.

## Distribution
Sauf indication contraire, les informations mentionnées dans cette section peuvent être confirmées par les bases de données cinématographiques IMDb et Allociné,  présentes dans la section « Liens externes ».

### Acteurs principaux
- Michael Cimino (VF : Julien Crampon) : Victor Salazar
- Rachel Hilson (VF : Justine Berger) : Mia Brooks
- Anthony Turpel (VF : Oscar Douieb) : Felix Westen
- Bebe Wood (VF : Maryne Bertieaux) : Lake Meriwether
- Mason Gooding (VF : Jim Redler) : Andrew Spencer
- George Sear (VF : Clément Moreau) : Benjamin « Benji » Campbell
- Isabella Ferreira (VF : Ludivine Maffren) : Pilar Salazar
- Mateo Fernandez (VF : Emmylou Homs) : Adrian Salazar
- James Martinez (en) (VF : Marc Arnaud) : Armando Salazar
- Ana Ortiz (VF : Véronique Alycia) : Isabel Salazar
- Anthony Keyvan (VF : Alexis Gilot) : Rahim
- Ava Capri (VF : Alexia Papineschi) : Lucy

### Acteurs récurrents
- Mekhi Phifer : Harold Brooks
- Charlie Hall (VF : Aurélien Raynal) : Kieran
- AJ Carr (VF : Antoine Ferey) : Teddy
- Betsy Brandt (VF : Claire Guyot) : Dawn Westen
- Nico Greetham : Nick
- Tyler Lofton : Connor

### Invités
- Leslie Grossman (VF : Juliette Poissonnier) : Georgina Meriwether
- Kevin Rahm (VF : Pierre Tessier) : Mr. Campbell
- Amy Pietz (VF : Laurence Bréheret) : Ms. Campbell
- Sophia Bush (VF : Barbara Delsol) : Veronica
- Andy Richter : coach Ford
- Tracie Thoms : Naomi
- Nia Vardalos : Theresa
- Eureka O'Hara : elle-même
- Joshua Colley (en) : Liam

## Épisodes

### Épisode 1:C'est toi
- : 15 juin 2022 sur Hulu et Disney+

### Épisode 2:Ça bouge à Creekwood High
- : 15 juin 2022 sur Hulu et Disney+

### Épisode 3:Le Nouvel Ami
- : 15 juin 2022 sur Hulu et Disney+

### Épisode 4:Tu veux?
- : 15 juin 2022 sur Hulu et Disney+

### Épisode 5:Lucas et Diego
- : 15 juin 2022 sur Hulu et Disney+

### Épisode 6:L'Agent du chaos
- : 15 juin 2022 sur Hulu et Disney+

### Épisode 7:Le Prix gay
- : 15 juin 2022 sur Hulu et Disney+

### Épisode 8:Courageux
- : 15 juin 2022 sur Hulu et Disney+